# 九州産交バス木山営業所
九州産交バス木山営業所（きゅうしゅうさんこうバスきやまえいぎょうしょ）は、九州産交バスの営業所の一つ。

## 所在地
熊本県上益城郡益城町寺迫1014番地1
- 最寄りバス停: 木山産交

この他に九州産交バス管轄で東区戸島に6台程の駐在車庫(戸島車庫)がある。バス停は「戸島駐車場」。
かつては戸島駐車場～木山営業所間の途中に宮園車庫が存在したが、2000年代に廃止され（廃止時期不明）、跡地は更地のままである。
産交バス(旧・産交観光バス)管轄では上益城郡御船町に駐在(御船車庫)があり、2台程駐在されている。
当営業所は、元々は現営業所の前の道路を挟んだ位置に存在し、給油設備もある面積の大きな営業所だったが、施設の老朽化などにより、2007年頃に現在の場所に建て替え・移転したものである。移転後の一時期は給油設備はなく、市内線車両は全て西部車庫で給油を行っており、また最終バスが入庫する時点で正面口前で止める程面積が狭くなっていたが、2020年10月現在は西側に駐車場が拡張され、給油設備も設けられている。

## 担当路線
主に熊本市中心部と市東部および熊本市東側の熊本都市圏の路線を担当する。
健軍、佐土原方面を経由する系統のほとんどがここを発着点にしている。
当営業所の管轄路線の中にはかつて西部車庫・熊本駅・桜町BTから産業道路を経由する「（G1－2系統）託麻南・トラックターミナル線」「（G1－5系統）免許センター・パークドーム線」も担当していたが、2021年4月1日より熊本都市圏の路線バス5社（九州産交バス・産交バス・熊本都市バス・熊本バス・熊本電鉄バス）による共同経営が開始された事に伴い、その一環として上記2系統においては同日を以って熊本都市バスに移管した（うち、熊本駅－西部車庫間は区間廃止とし、西部車庫発着便は熊本駅始発着に短縮）。これと引き換えに、これまで熊本都市バスが運行していた池田京町線（桜町BT－富尾団地間）・池田健軍線（若葉校－富尾団地間）を譲受すると同時に、池田県庁線（富尾団地－県会議事堂間）を新設している。
かつては2021年4月より熊本営業所との共管で土・日祝日のみ熊本駅－桜町BT－通町筋－熊本駅の区間を循環する「まちなかループバス」の運行を熊本電鉄バス・熊本都市バスと共同運行で受託していたが、利用客減少と深刻な乗務員不足の影響により2024年3月末日を以って運行終了している。

### 九州産交バス直轄
- 一部系統は九州産交バス熊本営業所との共管。
- 熊本桜町バスターミナルは以下「桜町BT」と省略。熊本整形外科病院前は旧大江四丁目←森都病院（←NTT病院←逓信病院）前停留所。

| 路線名                                | 案内番号     | 運行区間 | 備考                          |
| 木山産交発着                          | 木山産交発着 | 木山産交発着 | 木山産交発着                  |
| ------------------------------------- | ------------ | --- | ----------------------------- |
| 小島線 （自衛隊・県庁経由）           | K3-3 →T1-1   | 木山産交－広安小前－昭和町－健軍四ツ角－東町－自衛隊前－県庁前－水前寺公園・県立図書館入口－水道町－桜町BT－熊本駅－田崎橋－田崎市場前－上高橋－小島産交                                                | [ 備 1 ] [ 備 2 ]             |
| 小島線 （動植物園・西高経由）         | K1-1 →T2-1   | 木山産交－広安小前－秋津町－東野中学校前－水源町－動植物園前－湖東1丁目（旧熊本市民病院前）－県庁前－水前寺公園・県立図書館入口－水道町－桜町BT－熊本駅－田崎橋－田崎市場前－上高橋－西高校前－小島産交 | [ 備 3 ] [ 備 4 ]             |
| 小島線 （熊商・西高経由）             | L6-3 →T2-1   | 木山産交－広安小前－昭和町－健軍電停－熊商前－水前寺公園・県立図書館入口－水道町－桜町BT－熊本駅－田崎橋－田崎市場前－上高橋－西高校前－小島産交                                                        | [ 備 5 ] [ 備 6 ] [ 備 7 ]    |
| 中島線 （健軍・熊商経由）             | L6-3 →T1-2   | 木山産交－広安小前－昭和町－健軍電停－熊商前－水前寺公園・県立図書館入口－水道町－桜町BT－熊本駅－田崎橋－田崎市場前－上高橋－小島産交－小島下町－中島－五丁                                            | [ 備 8 ] [ 備 9 ]             |
| 西部車庫線 （自衛隊・県庁経由）       | K3-3 →T3-0   | 木山産交－広安小前－昭和町－健軍四ツ角－東町－自衛隊前－県庁前－水前寺公園・県立図書館入口－水道町－桜町BT－熊本駅－田崎橋－田崎市場前－西部車庫                                                        | [ 備 10 ] [ 備 11 ]           |
| 川口線 （自衛隊・県庁経由）           | K3-3 →S4-3   | 木山産交－広安小前－昭和町－健軍四ツ角－東町－自衛隊前－県庁前－水前寺公園・県立図書館入口－水道町－桜町BT－熊本駅－田崎橋－新土河原町－野口町－並建－奥古閑－川口二丁                                  | [ 備 12 ] [ 備 13 ]           |
| 桜町BT線 （健軍・熊商経由）           | L6-3         | 木山産交－広安小前－昭和町－健軍電停－熊商前－水前寺公園・県立図書館入口－水道町－桜町BT | [ 備 14 ]                     |
| 桜町BT線 （動植物園・県庁経由）       | K1-1         | 木山産交－広安小前－秋津町－東野中学校前－水源町－動植物園前－湖東1丁目（旧熊本市民病院前）－－水前寺公園・県立図書館入口－水道町－桜町BT                                                               |                               |
| 桜町BT線 （佐土原・県庁経由）         | K4-3         | 木山産交－広安小前－府内古閑－北花立・県畜産会館前－佐土原－自衛隊前－県庁前－水前寺公園・県立図書館入口－水道町－桜町BT                                                                                |                               |
| その他の系統                          |              | |                               |
| 西部車庫線 （東区役所・春日校経由）   | L4-1 →T4-0   | 小楠記念館入口－沼山津－桜木小学校－東本町－東区役所－第二高校前－健軍電停－熊商前－水前寺公園・県立図書館入口－水道町－桜町BT－春日校前－田崎市場前－西部車庫                                          | [ 備 15 ] [ 備 16 ]           |
| 川口線 （自衛隊・県庁経由）           | K3-1 →S4-3   | 小楠記念館入口－沼山津－昭和町－健軍四ツ角－東町－自衛隊前－県庁前－水前寺公園・県立図書館入口－水道町－桜町BT－－熊本駅－田崎橋－新土河原町－野口町－並建－奥古閑－川口二丁                            | [ 備 17 ] [ 備 18 ]           |
| 五丁線 （自衛隊・県庁経由）           | K3-1 →S4-2   | 小楠記念館入口－沼山津－昭和町－健軍四ツ角－東町－自衛隊前－県庁前－水前寺公園・県立図書館入口－水道町－桜町BT－－熊本駅－田崎橋－新土河原町－野口町－並建－五丁                                        | [ 備 19 ] [ 備 20 ] [ 備 21 ] |
| アクアドーム線 （市民病院・県庁経由） | K3-2 →S4-1   | 小楠記念館入口－沼山津－昭和町－健軍四ツ角－東町－市民病院－自衛隊前－県庁前－水前寺公園・県立図書館入口－水道町－桜町BT－熊本駅－田崎橋－新土河原町－野口町－アクアドーム                              | [ 備 22 ] [ 備 23 ] [ 備 24 ] |
| 桜町BT線 （佐土原・県庁経由）         | K4-1         | 小楠記念館入口－沼山津－花立三丁目－佐土原－自衛隊前－県庁前－水前寺公園・県立図書館入口－水道町－桜町BT                                                                                                |                               |
| アクアドーム線 （託麻原・子飼経由）   | F2-2 →S4-1   | 小山団地－御領－八反田－鉄工団地－保田窪－託麻原本通り－大江渡鹿－子飼橋－藤崎宮前－水道町－桜町BT－熊本駅－田崎橋－新土河原町－野口町－アクアドーム                                                    | [ 備 25 ] [ 備 26 ]           |
| 五丁線 （託麻原・子飼経由）           | F2-2 →S4-1   | 小山団地－＜この区間は上記アクアドーム線に同じ＞－野口町－並建－五丁 | [ 備 27 ] [ 備 28 ]           |
| 川口線 （託麻原・子飼経由）           | F2-2 →S4-1   | 小山団地－＜この区間は上記アクアドーム線に同じ＞－野口町－並建－奥古閑－川口二丁 | [ 備 29 ] [ 備 30 ]           |
| 川口線 （託麻原・子飼経由）           | S4-3 →F2-3   | 戸島駐車場－戸島農協前－御領－八反田－鉄工団地－保田窪－託麻原本通り－大江渡鹿－子飼橋－藤崎宮前－水道町－桜町BT－熊本駅－田崎橋－新土河原町－野口町－並建－奥古閑－川口二丁                            | [ 備 31 ] [ 備 32 ]           |
| 桜町BT線 （託麻原・産業道路経由）     | G2-3         | 戸島駐車場－戸島農協前－御領－八反田－鉄工団地－保田窪－託麻原本通り－大江渡鹿－消防局防災センター前－熊本整形外科病院前－水道町－桜町BT                                                                |                               |
| 西部車庫線 （託麻原・産業道路経由）   | G2-1 →T3-0   | 小山団地－御領－八反田－鉄工団地－保田窪－託麻原本通り－大江渡鹿－消防局防災センター前－熊本整形外科病院前－水道町－桜町BT－熊本駅－田崎橋－田崎市場前－西部車庫                                        | [ 備 33 ] [ 備 34 ]           |
| 空港線                                | K4-2         | 阿蘇くまもと空港－グランメッセ熊本前－佐土原－自衛隊前－県庁前－水前寺公園・県立図書館入口－水道町－桜町BT－熊本駅                                                                                      |                               |
| 熊本港線                              | K4-2         | 桜町BT－熊本駅－蓮台寺－西高入口－西区役所前－小島上町－中原町－沖新入口－熊本港フェリーターミナル |                               |
| 健軍池田線                            | K1-1 →A1-1   | 若葉校－水源町－動植物園前－湖東町－県庁前－水前寺公園・県立図書館入口－水道町－京町本丁－池田二丁目－富尾団地                                                                                          | [ 備 35 ]                     |
| 池田県庁線                            | A1-1 →K6-0   | 富尾団地－池田二丁目－京町本丁－水道町－水前寺公園前・県立図書館入口－水道町－県庁前－県会議事堂 | [ 備 36 ]                     |
| 池田京町線                            | A1-1         | 富尾団地－池田二丁目－京町本丁－桜町BT | [ 備 37 ]                     |

### 産交バス木山営業所
このほか、産交バス（旧産交観光バス）管轄として以下の路線を運行している。
| 路線名     | 案内番号 | 運行区間 | 備考      |
| ---------- | -------- | --- | --------- |
| 熊本御船線 | L5-1     | 桜町BT－水道町－水前寺公園前・県立図書館入口－熊商前－健軍電停－昭和町－沼山津－東無田入口－木倉－御船小学校前－御船中央通り－御船     | [ 備 38 ] |
| 大津線     | 無番     | 木山産交－寺中－津森－小谷－堂園－土林－西原役場前－山西－鳥子川－中岩坂（一部は森経由）－大津高校前－大津中央－熊本文化の森－大津産交 | [ 備 39 ] |
| 木山御船線 | 無番     | 木山産交－木山上町－憩の家前－飯野農協前－小池三差路－上高野団地前－木倉－御船小学校前－御船中央通り－御船                             |           |

なお、九州産交バス・産交バス路線共、一部区間は2016年4月に発生した熊本地震の影響で運転見合わせ・迂回が発生していたが、2025年現在は全て通常の運行体制に戻っている。一時期、2016年9月以降はテクノリサーチパーク周辺に仮設住宅の団地（名称：テクノ団地）が設置されており、これに併せ、団地から役場方面ならびに店舗や病院関係等が多い広安地区とを結ぶシャトルバスが産交バス管轄において運行されていた。

## 車両

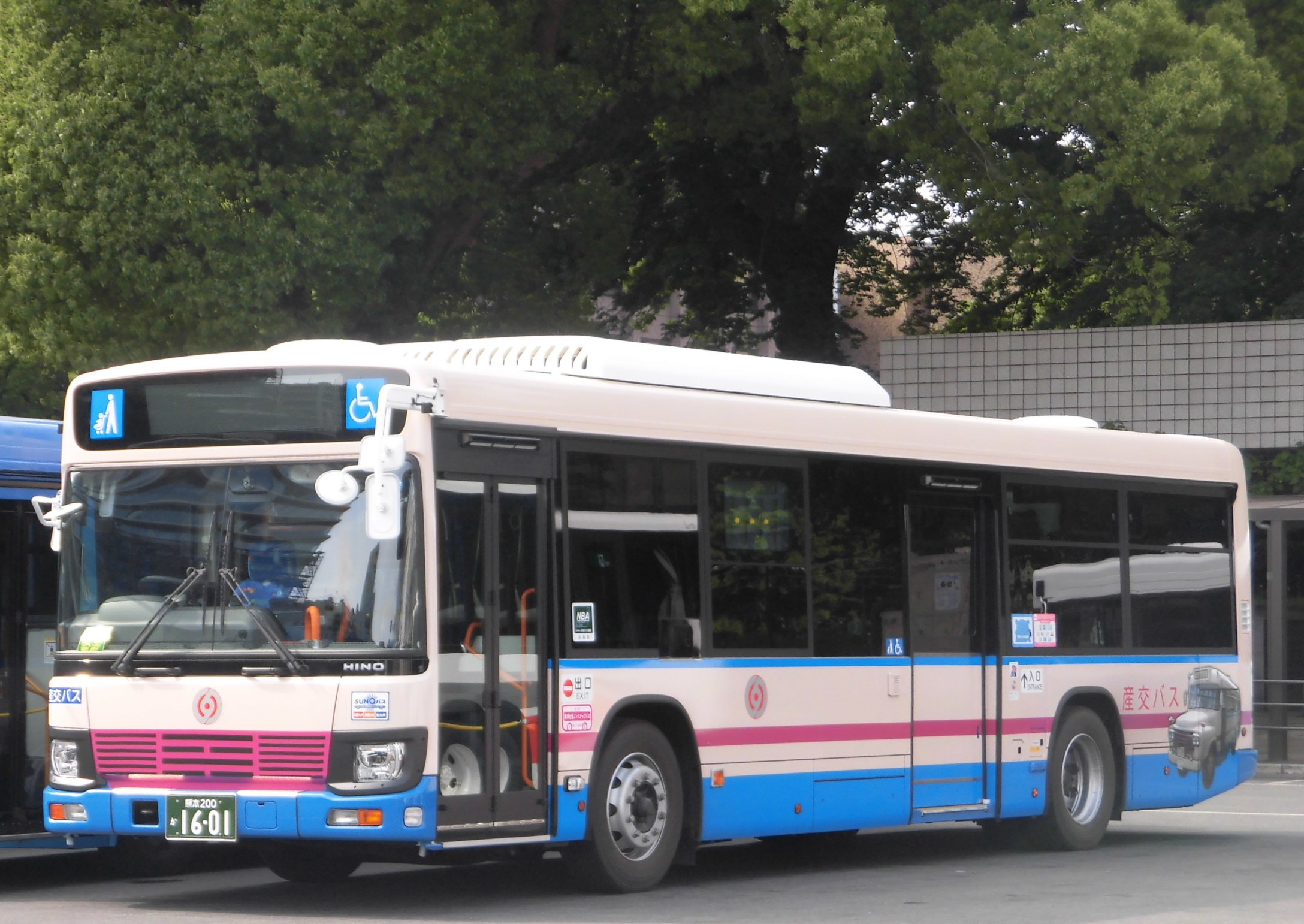
旧塗装復刻カラー車両

- 基本的に国産4メーカーとも揃えているが、全体的にいすゞ車と日野車の比率が最も高い。1992年頃までは大半を日野車が占めていた（西工車体を架装した車両を含む）が、以降はいすゞ・キュービックなども多く購入されるようになった。また、以前は貸切車や空港線などで使用されていた観光タイプ車両を路線車に改造したものも使用されていたが、1995年以降は専ら新車での投入となった。最近はノンステップバスなども多く購入されている反面、県外他事業者からの移籍車両への置き換えも目立ってきている。
- 2015年には日野・ブルーリボンⅡが新車で配置された。また、2018年に同じく日野・ブルーリボンが2台新車で導入、更に翌2019年にも2台導入されたが、その内の1台が旧カラーリング（熊本県球磨郡山江村所有のボンネットバス「マロン号」と同一のカラー）による塗装（ラッピングではない）が施されている。
- 御船線や山西線などの産交バス（旧産交観光バス）路線においては、道幅が比較的狭い場所なども運行するため、日野・レインボー(KR)、リエッセ、国際興業からの移籍車であるいすゞ・エルガミオや新京成バスからの移籍車で日産ディーゼル・スペースランナーRMの中型車が主に用いられている。
- 熊本地震により、運行できない状況にあった木山産交 - 古閑入口間は無料バスが運行されていたため、ハイエースが配置されていた。
- 2020年初頭に空港線リムジンバスの新車導入に伴い、それまで使用されてきたノンステップバス2台(日野・ブルーリボンⅡ・西工96MC)が一般路線車に転用され、両車とも当営業所に配置された。車内は僅かに吊り革増設と優先席判別の黄色いシートカバーを取付たのみで荷物置きも残置したままとなっている。
- 一時期は貸切車が配置されていた。2020年に名鉄バスから移籍してきた三菱エアロバス（PJ-MS86JP）が1台配置され、主にスクールバスでの運用や、グランメッセ・熊本県民総合運動公園などからのパークアンドライド実証実験車として使用された。現在は貸切カラーを纏ったまま高速営業所に転属し、ワンマン機器増設の上で特急バス「やまびこ号」・「たかちほ号」のほか、阿蘇くまもと空港リムジンバスの予備車として運用されている。

かつて九州産交が大量に導入したいすゞ・キュービック(U-LV224、324系)で純正車体のアイ・ケイ・コーチ製の新規最終登録車(平成7年式)が配置されていた。

## 木山産交停留所
この項目ではバスターミナルしての「木山産交」発着便を表記。運行系統記号も「木山産交」時点のものを表記とする。なお一部を除き路線名を省略および熊本桜町バスターミナルは桜町BTに省略。
| 系統           | 行先                                                                                   | 備考                |
| 熊本市街方面   | 熊本市街方面                                                                           | 熊本市街方面        |
| -------------- | -------------------------------------------------------------------------------------- | ------------------- |
| K1-1           | 桜町BT（木山交通広場・東野中学前・動植物園前・県庁前経由）                             |                     |
| K1-1           | 小島産交（東野中学前・動植物前・県庁前・桜町BT・熊本駅前・田崎市場・西高前経由）       | 平日6:26発の1便のみ |
| K3-3           | 川口二丁（健軍四ッ角・自衛隊前・県庁前・桜町BT・熊本駅前・田崎市場経由）               | 平日6:36発の1便のみ |
| K3-3           | 西部車庫（健軍四ッ角・自衛隊前・県庁前・桜町BT・熊本駅前・薄場町・並建経由）           | 平日7:00発の1便のみ |
| K3-3           | 小島産交、五丁（健軍四ッ角・自衛隊前・県庁前・桜町BT・熊本駅前・田崎市場・上高橋経由） |                     |
| K4-3           | 桜町BT（沼山津神社前・佐土原・自衛隊前・県庁前経由）                                   |                     |
| L6-3           | 桜町BT（木山交通広場・健軍電停・熊商前経由）                                           |                     |
| L6-3           | 小島産交（健軍電停・熊商前・桜町BT・熊本駅前・田崎市場・西高前経由）                   | 平日6:06発の1便のみ |
| 御船・大津方面 |                                                                                        |                     |
| -              | 御船（木山交通広場・砥川・小池三差路経由）                                             |                     |
| -              | 大津産交（小谷・西原役場前・森・大津中央経由）                                         | 本数少。            |
| -              | 大津産交（小谷・西原役場前・岩坂・大津中央経由）                                       | 本数少。            |

### 備考
1. ↑  小島産交行きの案内番号は水道町よりT1-1
2. ↑  木山産交行きの案内番号は田崎橋よりK3-3
3. ↑  小島産交行きの案内番号は水道町よりT2-1
4. ↑  1日朝1便のみ運行
5. ↑  小島産交行きの案内番号は水道町よりT2-1
6. ↑  木山産交行きの案内番号は田崎橋よりL6-3
7. ↑  小島行きは朝1便・木山行きは夕方3便のみ運行
8. ↑  中島五丁行きの案内番号は水道町よりT1-2
9. ↑  木山産交行きの案内番号は田崎橋よりL6-3
10. ↑  西部車庫行きの案内番号は水道町よりT3-0
11. ↑  木山産交行きの案内番号は田崎橋よりK3-3
12. ↑  川口二丁行きの案内番号は水道町よりS4-3
13. ↑  木山産交行きの案内番号は田崎橋よりK3-3
14. ↑  一部便は益城体育館前を経由する
15. ↑  西部車庫行きの案内番号は水道町よりT4-0
16. ↑  小楠記念公園行きの案内番号は祇園橋よりL4-1
17. ↑  川口二丁行きの案内番号は水道町よりS4-3
18. ↑  小楠記念公園行きの案内番号は田崎橋よりK3-1
19. ↑  五丁行きの案内番号は水道町よりS4-2
20. ↑  小楠記念公園行きの案内番号は田崎橋よりK3-1
21. ↑  日祝日のみの運行
22. ↑  アクアドーム行きの案内番号は水道町よりS4-1
23. ↑  小楠記念公園行きの案内番号は田崎橋よりK3-2
24. ↑  日祝日のみの運行
25. ↑  アクアドーム行きの案内番号は水道町よりS4-1
26. ↑  小山団地行きの案内番号は田崎橋よりF2-2
27. ↑  五丁行きの案内番号は水道町よりS4-2
28. ↑  小山団地行きの案内番号は田崎橋よりF2-2
29. ↑  川口二丁行きの案内番号は水道町よりS4-3
30. ↑  小山団地行きの案内番号は田崎橋よりF2-2
31. ↑  川口二丁行きの案内番号はS4-3
32. ↑  戸島駐車場行きの案内番号はF2-3
33. ↑  西部車庫行きの案内番号はT3-0
34. ↑  一部便は桜町BT止（桜町始発着便は上り・下り便ともG2-1）
35. ↑  平日朝1便のみの運行
36. ↑  平日朝1便のみの運行
37. ↑  熊本営業所・山鹿営業所との共管（内、当営業所の受け持ちは全て桜町発着便のみのため、往路・復路ともに同一の案内番号）
38. ↑  木山産交は非経由
39. ↑  大津営業所との共管